# Henderson (Kentucky)
Henderson è una città degli Stati Uniti d'America, nella contea di Henderson, nello Stato del Kentucky.

## Amministrazione

### Gemellaggi
- Henderson